# Frigidario

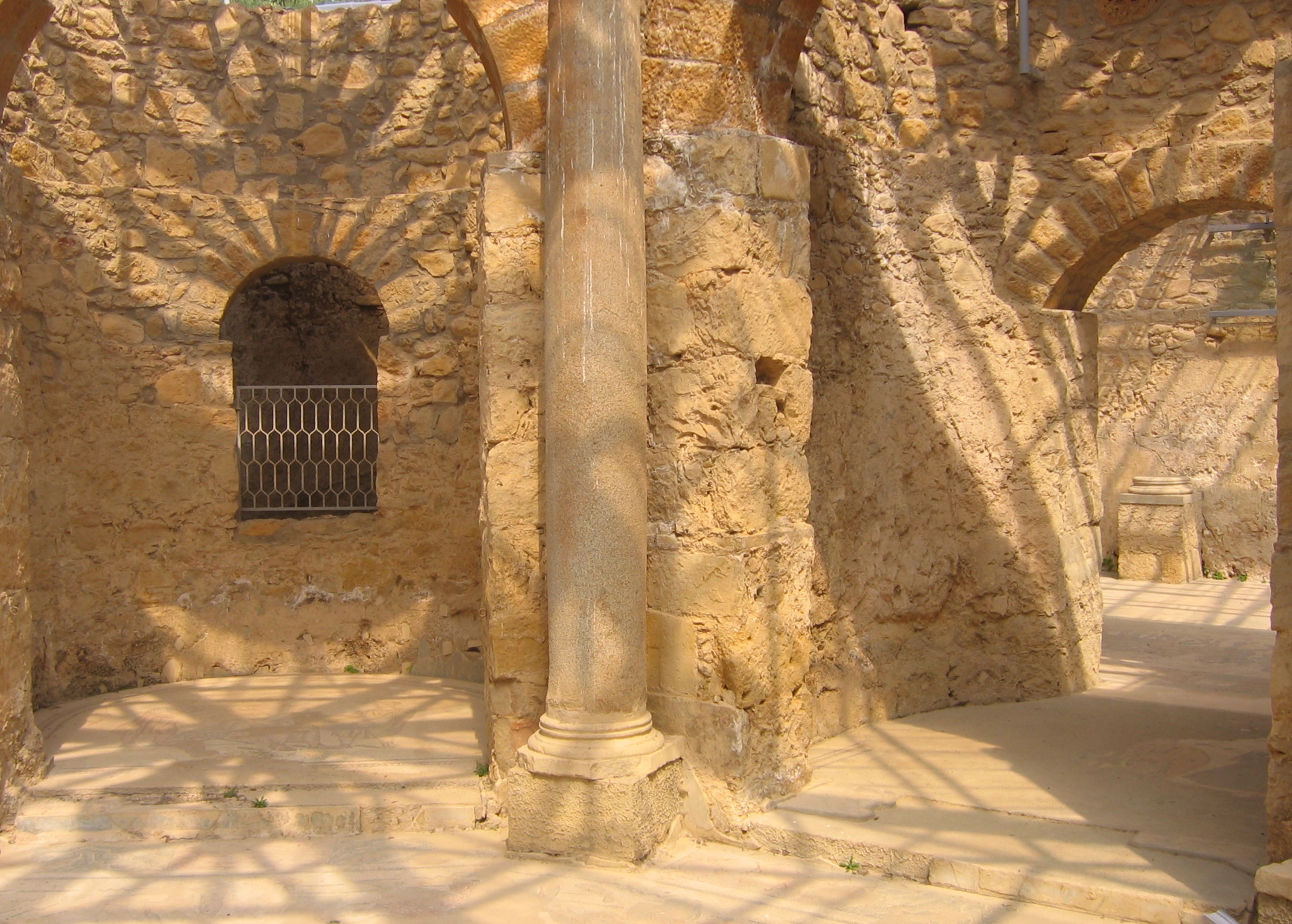
Frigidari nella villa del Casale (Piazza Armerina)

Il frigidario (in latino: frigidarium, da frigídus = freddo) era la parte delle antiche terme romane dove si potevano effettuare bagni in acqua fredda.

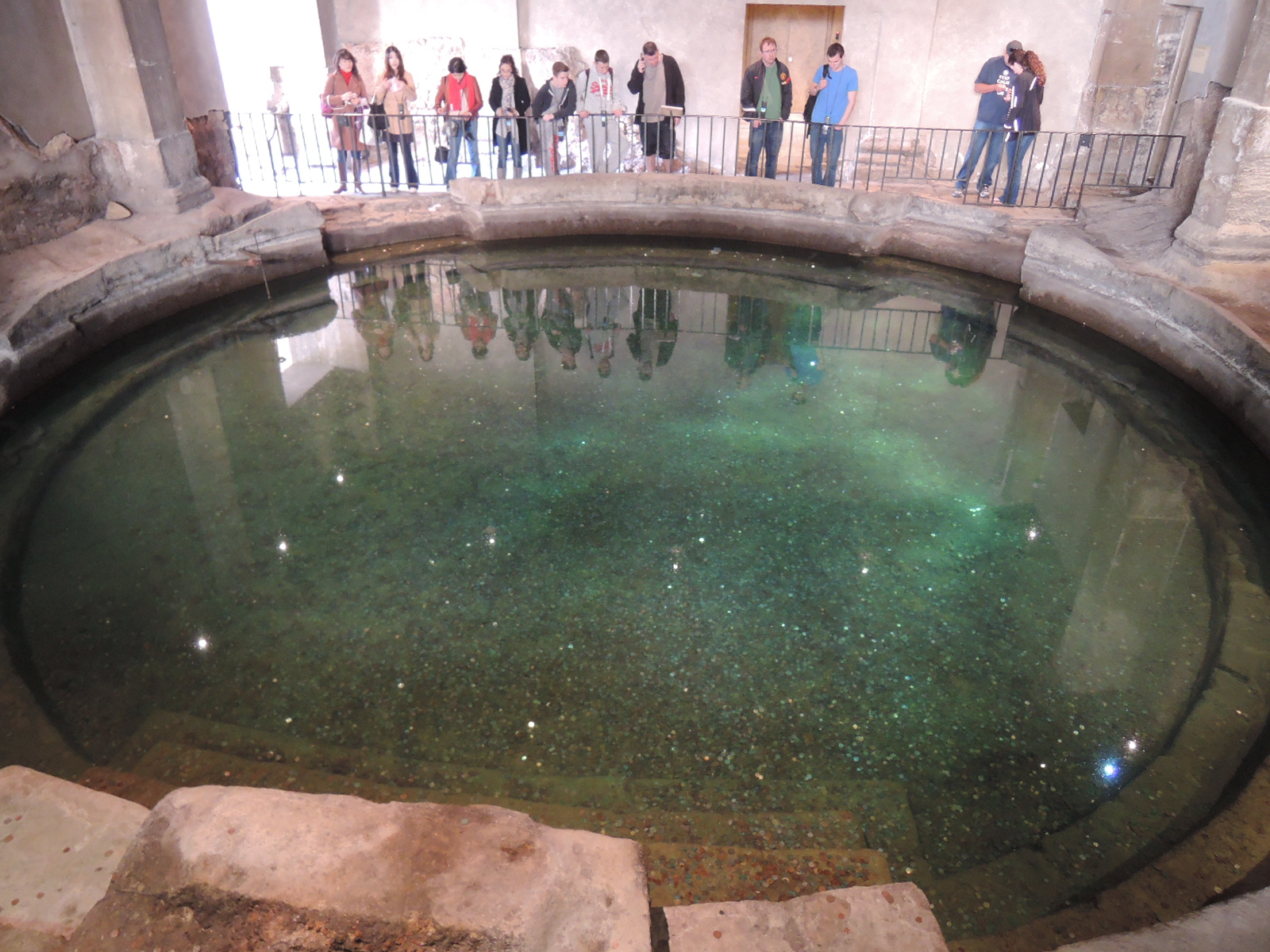
Frigidario, Le terme romane di Bath

Il frigidario poteva avere forma rotonda (come le Terme Stabiane a Pompei), o più spesso rettangolare, con una o più vasche (piscinae) di acqua fredda. Nella sala si giungeva attraverso il calidario e il tepidario. Per mantenere la temperatura ottimale, i frigidari erano esposti generalmente al lato nord delle terme, con piccolissime aperture verso l'esterno, quel tanto che era sufficiente per garantire l'illuminazione e a impedire il riscaldamento attraverso il calore solare. A differenza della piscina natatoria, il frigidario era generalmente coperto. Se necessario, l'acqua era mantenuta fresca con l'aggiunta di neve.
I più grandi frigidari che ci sono pervenuti dall'antichità sono entrambi nella città di Roma: nel complesso delle terme di Caracalla (il frigidario, subito dopo l'ingresso, misura 58 x 24 m) e in quelle di Diocleziano, coperto da una volta a crociera, in prossimità del piccolo chiostro.